# Східно-Таркосалинське нафтогазоконденсатне родовище
Східно-Таркосалинське нафтогазоконденсатне родовище – гігантське родовище у Тюменській області Росії, на правобережжі річки Пур.

## Геологічна інформація
Родовище відкрили у 1971 році. Унаслідок подальшої розвідки виявили вуглеводневі поклади у породах крейдового періоду, зокрема у:
- відкладах сеноманського ярусу (верхня крейда), де у пласті ПК-1 покурської свити зосереджені основні запаси газу;
- відкладах сортимської свити валанжинського ярусу (нижня крейда), де пласти БП12 та БП14 містять газоконденсатні, а пласт БП16 нафтові поклади.
Всього на родовищі виявили щонайменше 1 газовий, 11 газоконденсатних, 8 нафтогазоконденсатних та 31 нафтовий поклад масивного, пластово-склепінного та литологічно-екранованого типів. 
Колектори – пісковики із лінзовидними вкрапленнями глин.
Запаси рідких вуглеводнів Східно-Таркосалинського родовища оцінили у 41 млн тон. Станом на 2017 рік початкові видобувні запаси газу за російськими категоріями А+В+С1 оцінювались у 420 млрд м3. 

## Розробка
Розробка почалась у 1994-му з видобування нафти. В 1998-му стартував видобуток газу з сеноманського покладу, а в 2001-му почали розробку валанжинських газоконденсатних покладів. Станом на початок 2015-го на Східно-Таркосалинському пробурили 279 свердловин, з якиз 130 газових, 106 нафтових, 35 нагнітальних та 8 водозабірних (два останні типи використовуються для підтримки пластового тиску шляхом заводнення).
В 2014-му видобуток склав 10,4 млрд м3 газу (з них 1,9 млрд м3 за рахунок розробки газоконденсатних та нафтових покладів валанжинського ярусу), 0,2 млн тон конденсату та 0,94 млн тон нафти. Станом на початок 2017-го накопичений видобуток склав 190 млрд м3 газу. Накопичений видобуток рідких вуглеводнів станом на початок 2015-го становив 5,6 млн тон конденсату та 4,2 млн тон нафти.
Видача газу відбувається по перемичці до газопроводу Уренгой – Челябінськ, тоді як конденсат спрямовують по трубопроводу до Пуровського заводу стабілізації конденсату.
Роботи на родовищі провадить компанія «Новатек».